# Portulaca rotundifolia
Portulaca rotundifolia es una planta anual suculenta de la familia Portulacaceae. 

## Distribución
Es originaria de Sudamérica donde se distribuye por Argentina y Bolivia.

## Taxonomía
Portulaca rotundifolia fue descrita por Robert Elias Fries y publicado en Nova Acta Regiae Societatis Scientiarum Upsaliensis, ser. 4, 1(1): 149. 1905.